# سوکنوپایو نسوس
سوکنوپایو نسوس (انگلیسی: Soknopaiou Nesos)، یک سکونتگاه باستانی در واحه فیوم مصر در چند کیلومتری شمال دریاچه قارون است. این سکونتگاه که اکنون با نام دیمیة السباع شناخته می‌شود، در حدود قرن ۳ پیش میلاد در دوره بطلمیوسی ایجاد شد و در قرن ۳ میلادی تخلیه و رها شد. با این حال براساس آثار باستان‌شناسی به دست آمده، این سکونتگاه به حیات تا قرن ۴ یا ۵ میلادی و پایان حضور امپراتوری بیزانس در مصر ادامه داده است.